# Clavería (Misamis Oriental)
Clavería  es un municipio filipino de primera categoría, situado en la parte sudeste de la isla de Mindanao. Forma parte de la provincia de Misamis Oriental situada en la Región Administrativa de Mindanao del Norte en cebuano Amihanang Mindanaw, también denominada Región X. 
Para las elecciones está encuadrado en el Segundo Distrito Electoral.
Recibe su nombre en honor del Gobernador de Filipinas Narciso Clavería y Zaldúa.

## Barrios
El municipio  de Clavería se divide, a los efectos administrativos, en 24 barangayes o barrios, conforme a la siguiente relación:
| - Ani-e - Aposkahoy - Bulahán - Cabacungán - Peláez (Don Gregorio Peláez) - Gumaod | - Hinaplanán - Kalaguitán (Kalawitan) - Lanise - Luna - Madaguing - Malagana | - Minalguang (Minalwang) - Mat-I - Panampaguán (Panampawan) - Pambugas - Patrocinio - Plaridel | - Población - Punong - Rizal - Santa Cruz - Tamboboán - Tipolohon |  |

## Historia
La provincia de Misamis, creada en 1818, formaba parte de la Capitanía General de Filipinas (1520-1898). Estaba dividida en cuatro partidos. El Partido de Cagayán, con Cagayán, Iponán, Molugán, Hasaán y Salay.

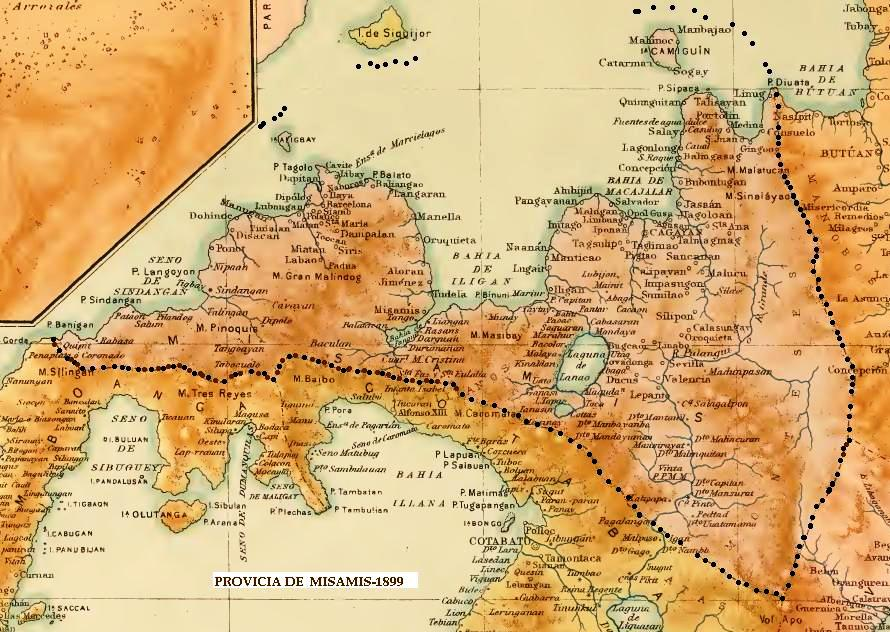
El Distrito 2º de Misamis en 1899.

A finales del siglo XIX la isla de Mindanao se hallaba dividida en siete distritos o provincias, uno de los cuales era el Distrito 2º de Misamis, su capital era la villa de Cagayán de Misamis y del mismo dependía la comandancia de Dapitan. Uno de sus pueblos era Jamán que entonces contaba con una población de 4,504 almas, con las visitas de Canajauán, Solana, Villanueva, Patrocinio, Clavería y Bubuntugán;.